# Куарньєнто
Куарньєнто (італ. Quargnento, п'єм. Quargnent) — муніципалітет в Італії, у регіоні П'ємонт,  провінція Алессандрія.
Куарньєнто розташоване на відстані близько 470 км на північний захід від Рима, 65 км на схід від Турина, 11 км на захід від Алессандрії.
Населення — 1436 осіб (2014).

Щорічний фестиваль відбувається 5 грудня. Покровитель — San Dalmazio.

## Демографія
Населення за роками:

Станом на 1 січня 2023 року в муніципалітеті офіційно проживало 98 іноземців з 19 країн, серед них 38 громадян країн Євросоюзу та 19 громадян України.

## Сусідні муніципалітети
- Алессандрія
- Кастеллетто-Монферрато
- Куккаро-Монферрато
- Феліццано
- Фубіне
- Лу
- Сан-Сальваторе-Монферрато
- Солеро